# Венсеслау-Брас (Мінас-Жерайс)
Венсеслау-Брас (порт. Wenceslau Braz) — муніципалітет в Бразилії, входить до складу штату Мінас-Жерайс. Є складовою частиною мезорегіону Південь і південний захід штату Мінас-Жерайс. Входить до економічно-статистичного мікрорегіону Ітажуба. Населення становить 2677 чоловік (станом на 2006 рік). Займає площу 101,986 км².
Місто засновано 30 грудня 1962 року.